# Governo de Ocupação Sionista
Governo de Ocupação Sionista, Governo ocupacional sionista ou Governo ocupado pelos sionistas (em inglês:  Zionist Occupation Government – ZOG) é uma teoria da conspiração antissemita que defende que os judeus controlam secretamente um determinado país, enquanto o governo oficial é apenas um regime fantoche. Outras variantes, como "governo ocupacional judeu", são às vezes usadas.
A expressão é usada por grupos antissemitas, como os supremacistas brancos, nativistas ou extrema-direita nos Estados Unidos e na Europa, os ultranacionalistas na Rússia e na Polônia e diversos outros grupos de extrema-direita.
A palavra "Sionista" na expressão deriva da ideologia do sionismo, e não deve ser confundido com o mesmo, o movimento dentro do grupo judaico que apoia a criação de um Estado nacional judeu na Terra de Israel. O termo ZOG é utilizado para definir os países fora da área de controle de Israel e tem a intenção de mostrar os judeus como conspiradores que têm como aspiração o controle do mundo, assim como no famoso texto Os Protocolos dos Sábios de Sião, forjado pela polícia secreta russa durante o reinado do czar Nicolau II.

## História
Uma das primeiras aparições do termo ocorreu no artigo de 1976 "Welcome to ZOG-World", atribuído ao neo-nazista estadunidense Eric Thomson. O termo foi extensamente divulgado em 27 de dezembro de 1984 em um artigo publicado pelo The New York Times sobre roubos cometidos pelo grupo supremacista The Order nos estados da Califórnia e de Washington. Conforme o jornal, os crimes "foram cometidos para angariar dinheiro para uma guerra contra o governo dos Estados Unidos, que o grupo chama de 'ZOG', ou Governo de Ocupação Sionista".
The Order é um desdobramento do Aryan Nations, uma organização fundada no início da década de 1970 por Richard G. Butler, que havia sido associado a outro grupo antissemita, denominado Church of Jesus Christ–Christian, desde a década de 1950. Ambos os grupos têm origem em ativistas antissemitas como Gerald L. K. Smith e têm interagido com a Ku Klux Klan.
O termo foi amplamente divulgado na literatura do Aryan Nations. Em dezembro de 1984, a revista Newsweek informou que o Aryan Nations havia montado um sistema de quadro de avisos denominado "Rede da Liberdade da Nação Ariana" no qual oferecia informações como a localização dos escritórios do Partido Comunista e dos "informantes do ZOG".
Em 1985, o grupo radical Posse Comitatus, com sede em Oregon, anunciou: "Nossa nação está agora completamente sob o controle do governo internacional invisível dos judeus". Em 1988, o filme Atraiçoados, sobre uma agente do FBI que se apaixona por um supremacista, ajudou a publicizar o termo.
No ano de 1996, o Aryan Nations publicou em seu sítio oficial na internet uma "Declaração de Independência Ariana", onde afirma que "a história do atual Governo de Ocupação Sionista dos Estados Unidos da América é uma história de repetidas injúrias e usurpações". Desde então, o uso do termo se espalhou para todo o mundo. Os neo-nazistas suecos, por exemplo, defendem que o Governo de Ocupação Sionista Sueco está importando imigrantes para "diluir o sangue da raça branca". O website Jew Watch acusa várias nações do Ocidente de serem governadas por ZOGs.